# (70453) 1999 TS19
(70453) 1999 TS19 là một tiểu hành tinh vành đai chính. Nó được phát hiện bởi Robert H. McNaught ở Đài thiên văn Siding Spring ở Coonabarabran, New South Wales, Australia, ngày 15 tháng 10 năm 1999.